# 王培仁 (1916年)
王培仁（1916年—1988年），男，山西代县人，中华人民共和国政治人物，曾任天津市人民委员会副市长，天津市政协副主席，天津市人大常委会副主任。